# 景轍玄蘇
景轍玄蘇（1537年—1611年），字景轍，號仙巢，玄蘇是其法號，日本安土桃山時代至江戶時代初期的臨濟宗中峯派僧人。
出生在筑前國宗像郡，其父為河津隆業。永祿年間任博多聖福寺住持，後擔任京都東福寺住持。1580年（天正八年）受到對馬大名宗義調的邀請前往對馬島，開創以酊庵，以「日本國王使」的身份與朝鮮進行外交交涉。1592年，景轍玄蘇奉關白豐臣秀吉之命出使朝鮮，要求自朝鮮「假道伐明」，遭到朝鮮宣祖斷然拒絕。於是豐臣秀吉悍然興兵侵略朝鮮。在戰爭期間，景轍玄蘇多次負責同朝鮮、明朝進行交涉與和談，並於1595年（文祿四年）奉命出使明朝，被萬曆帝封為本光國師。
江戶幕府建立後，於1609年負責同朝鮮進行和談，簽訂慶長條約（己酉約條），被朝鮮授予「仙巢」的圖書（銅印）。1611年逝世，葬於以酊庵，後遷葬西山寺。今西山寺內有其木像。
規伯玄方是其徒弟。

## 腳註
1. ↑  《朝鮮王朝實錄·宣祖實錄》二十五年四月十三日條